# Кнездол
Кнездол (словен. Knezdol) је насељено место у општини Трбовље, Засавска регија, Словенија.

## Историја
До територијалне реорганизације у Словенији био је у саставу старе општине Трбовље.

## Становништво
У попису становништва из 2011. године, Кнездол је имао 245 становника.
| Број становника према пописима | Број становника према пописима | Број становника према пописима |
| ------------------------------ | ------------------------------ | ------------------------------ |
| 1991                           | 2002                           | 2011                           |
| 181                            | 222                            | 245                            |

Напомена: Године 2005. увећано за део насеља Марија Река (Преболд, Савињска регија). Године 2008. извршена је мања размена територије између насеља Габрско и Кнездол.